# Currier Museum of Art
Pour les articles homonymes, voir Currier.
Le Currier Museum of Art est un musée, fondé en 1929 à Manchester dans le New Hampshire, aux États-Unis.
Il présente des œuvres de peintres européens et américains, des objets d'art décoratif, des photographies et des sculptures. La collection permanente est composée, notamment, d'œuvres de Picasso, Matisse, Monet, O'Keeffe, Calder, John Singer Sargent, Frank Lloyd Wright ou Andrew Wyeth.

## Historique
À l'origine, le musée se nommait la Currier Art Gallery. Il fut fondé, en 1929, grâce à un legs de l'ancien gouverneur du New Hampshire, Moody Currier et de sa troisième épouse, Hannah Slade Currier.